# Michael Devlin
Michael Devlin (Motherwell, 3 ottobre 1993) è un calciatore scozzese, difensore dell'Ayr Utd.

## Statistiche

### Presenze e reti nei club
Statistiche aggiornate al 19 maggio 2024.
| Stagione                   | Squadra                    | Campionato                 | Campionato | Campionato | Coppe nazionali | Coppe nazionali | Coppe nazionali | Coppe continentali | Coppe continentali | Coppe continentali | Altre coppe | Altre coppe | Altre coppe | Totale | Totale | Totale |
| Stagione                   | Squadra                    | Comp                       | Pres       | Reti       | Comp            | Pres            | Reti            | Comp               | Pres               | Reti               | Comp        | Pres        | Reti        | Pres   | Reti   |        |
| -------------------------- | -------------------------- | -------------------------- | ---------- | ---------- | --------------- | --------------- | --------------- | ------------------ | ------------------ | ------------------ | ----------- | ----------- | ----------- | ------ | ------ | ------ |
| 2010-mar. 2011             | Hamilton Academical        | SPL                        | 1          | 0          | SC+CdL          | 0               | 0               | -                  | -                  | -                  | -           | -           | -           | 1      | 0      |        |
| mar.-giu. 2011             | Stenhousemuir              | SSD                        | 10         | 3          | -               | -               | -               | -                  | -                  | -                  | -           | -           | -           | 10     | 3      |        |
| 2011-gen. 2012             | Hamilton Academical        | SFD                        | 3          | 0          | SC+CdL          | 0               | 0               | -                  | -                  | -                  | -           | -           | -           | 3      | 0      |        |
| gen.-giu. 2012             | Stenhousemuir              | SSD                        | 13         | 0          | -               | -               | -               | -                  | -                  | -                  | -           | -           | -           | 13     | 0      |        |
| Totale Stenhousemuir       | Totale Stenhousemuir       | Totale Stenhousemuir       | 23         | 3          |                 | -               | -               |                    | -                  | -                  |             | -           | -           | 23     | 3      |        |
| 2012-2013                  | Hamilton Academical        | SFD                        | 22         | 1          | SC+CdL          | 2+2             | 1+0             | -                  | -                  | -                  | SCC         | 1           | 0           | 27     | 2      |        |
| 2013-2014                  | Hamilton Academical        | SC                         | 27         | 1          | SC+CdL          | 1+3             | 0               | -                  | -                  | -                  | SCC         | 1           | 0           | 32     | 1      |        |
| 2014-2015                  | Hamilton Academical        | SP                         | 28         | 0          | SC+CdL          | 0+4             | 0               | -                  | -                  | -                  | -           | -           | -           | 32     | 0      |        |
| 2015-2016                  | Hamilton Academical        | SP                         | 16         | 0          | SC+CdL          | 1+0             | 0               | -                  | -                  | -                  | -           | -           | -           | 17     | 0      |        |
| 2016-2017                  | Hamilton Academical        | SP                         | 28         | 2          | SC+CdL          | 4+4             | 0               | -                  | -                  | -                  | -           | -           | -           | 36     | 2      |        |
| 2017-2018                  | Hamilton Academical        | SP                         | 0          | 0          | SC+CdL          | 0               | 0               | -                  | -                  | -                  | -           | -           | -           | 0      | 0      |        |
| Totale Hamilton Academical | Totale Hamilton Academical | Totale Hamilton Academical | 125        | 4          |                 | 21              | 1               |                    | -                  | -                  |             | 2           | 0           | 148    | 5      |        |
| 2018-2019                  | Aberdeen                   | SP                         | 22         | 1          | SC+CdL          | 3+3             | 0               | UEL                | 2                  | 0                  | -           | -           | -           | 30     | 1      |        |
| 2019-2020                  | Aberdeen                   | SP                         | 14         | 0          | SC+CdL          | 3+1             | 0               | UEL                | 1                  | 0                  | -           | -           | -           | 19     | 0      |        |
| 2020-2021                  | Aberdeen                   | SP                         | 1          | 0          | SC+CdL          | 0+1             | 0               | -                  | -                  | -                  | -           | -           | -           | 2      | 0      |        |
| 2021-2022                  | Aberdeen                   | SP                         | 0          | 0          | SC+CdL          | 0               | 0               | -                  | -                  | -                  | -           | -           | -           | 0      | 0      |        |
| Totale Aberdeen            | Totale Aberdeen            | Totale Aberdeen            | 37         | 1          |                 | 11              | 0               |                    | 3                  | 0                  |             | -           | -           | 51     | 1      |        |
| 2022-gen. 2023             | Fleetwood Town             | FL1                        | 2          | 0          | FACup+CdL       | 0               | 0               | -                  | -                  | -                  | FLT         | 2           | 0           | 4      | 0      |        |
| feb.-giu. 2023             | Hibernian                  | SP                         | 1          | 0          | -               | -               | -               | -                  | -                  | -                  | -           | -           | -           | 1      | 0      |        |
| 2023-2024                  | Livingston                 | SP                         | 29         | 0          | SC+CdL          | 1+5             | 0               | -                  | -                  | -                  | -           | -           | -           | 35     | 0      |        |
| Totale carriera            | Totale carriera            | Totale carriera            | 217        | 8          |                 | 38              | 1               |                    | 3                  | 0                  |             | 4           | 0           | 262    | 9      |        |

### Cronologia presenze e reti in nazionale
| Cronologia completa delle presenze e delle reti in nazionale ― Scozia | Cronologia completa delle presenze e delle reti in nazionale ― Scozia | Cronologia completa delle presenze e delle reti in nazionale ― Scozia | Cronologia completa delle presenze e delle reti in nazionale ― Scozia | Cronologia completa delle presenze e delle reti in nazionale ― Scozia | Cronologia completa delle presenze e delle reti in nazionale ― Scozia | Cronologia completa delle presenze e delle reti in nazionale ― Scozia | Cronologia completa delle presenze e delle reti in nazionale ― Scozia |
| Data                                                                  | Città                                                                 | In casa                                                               | Risultato                                                             | Ospiti                                                                | Competizione                                                          | Reti                                                                  | Note                                                                  |
| --------------------------------------------------------------------- | --------------------------------------------------------------------- | --------------------------------------------------------------------- | --------------------------------------------------------------------- | --------------------------------------------------------------------- | --------------------------------------------------------------------- | --------------------------------------------------------------------- | --------------------------------------------------------------------- |
| 10-10-2019                                                            | Mosca                                                                 | Russia                                                                | 4 – 0                                                                 | Scozia                                                                | Qual. Euro 2020                                                       | -                                                                     |                                                                       |
| 13-10-2019                                                            | Glasgow                                                               | Scozia                                                                | 6 – 0                                                                 | San Marino                                                            | Qual. Euro 2020                                                       | -                                                                     |                                                                       |
| 16-11-2019                                                            | Nicosia                                                               | Cipro                                                                 | 1 – 2                                                                 | Scozia                                                                | Qual. Euro 2020                                                       | -                                                                     | 90+3’                                                                 |
| Totale                                                                |                                                                       | Presenze                                                              | 3                                                                     |                                                                       | Reti                                                                  | 0                                                                     |                                                                       |